# Wil·lemita
La wil·lemita és un mineral de la classe dels silicats que rep el seu nom del rei Guillem I dels Països Baixos (Willem I), i va ser descobert el 1830. La seva composició química és ZnO 72,96% i SiO2 27,04%. Com a impureses més comunes, conté alumini, ferro, manganès i plom. És un mineral molt fluorescent, de color verd sota llum ultraviolada (imatge); a plena llum, pot presentar colors molt variats. Encara que és un dels pocs silicats que pertany al sistema cristal·lí trigonal, la seva xarxa és romboèdrica.

## Característiques
La wil·lemita és un silicat de fórmula química Zn₂SiO₄. Cristal·litza en el sistema trigonal. La seva duresa a l'escala de Mohs és 5,5.
Segons la classificació de Nickel-Strunz la wil·lemita pertany a «09.AA - Estructures de nesosilicats (tetraedres aïllats), nesosilicats sense anions addicionals; cations en coordinació tetraèdrica [4]» juntament amb els següents minerals: fenaquita, eucriptita i liberita.

## Aspecte
La wil·lemita, normalment, es forma a partir de l'alteració de blenda, i normalment està associada amb calcària. Freqüentment, està associada amb cincita vermella i amb franklinita, també amb minerals de zinc. Els cristalls de wil·lemita són fibrosos, romboèdrics o tabulessis.

## Jaciments
En la natura, els jaciments de wil·lemita són rars. Es poden destacar els de Franklin (Nova Jersey, Estats Units), on apareix associada a zincita i franklinita, i els d'Arizona. A Mèxic, n'hi ha jaciments a Bolaños (Jalisco) i Batopilas (Chihuahua). Als territoris de parla catalana ha estat descrita a la pedrera Can Rovira, a Sant Fost de Campsentelles (Vallès Oriental, Barcelona).